# Истории наших жизней
«Истории наших жизней» (англ. Stories of Our Lives) — документальный фильм-антология 2014 года, поставленный режиссёром Джимом Чучу. Мировая премьера ленты состоялась 5 сентября 2015 на Международном кинофестивале в Торонто. Фильм принимал участие в ряде международных кинофестивалей, в частности в конкурсе 65-го Берлинского кинофестиваля, где получил Приз жюри «Тедди» и в конкурсной программе «Солнечный зайчик» 45-го Киевского международного кинофестиваля «Молодость» (2015).

## Сюжет
Фильм состоит из пяти мини-драм: «Спроси меня красиво», «Пробег», «Асмен», «Дуэт» и «Я мечтаю каждую ночь», каждая из которых рассказывает историю из жизни ЛГБТ-людей в современной Кении, где тема гомосексуальности до сих пор табуирована.
Члены междисциплинарной художественной группы The Nest Collective («Гнездо») провели несколько месяцев, путешествуя в Кении и собирая истории о молодых представителях ЛГБТ-сообщества, их опыт и жизнь во всё ещё крайне гомофобной стране. Взяв за основу множество анонимных интервью, они создали пять сценариев короткометражных фильмов, которые имеют целью дать представление о нынешней ситуации и проблемах этих сексуально маргинализированных молодых людей.